# Ella Swings Lightly
Ella Swings Lightly (укр. Елла легко виконує свінг) — студійний альбом американської джазової співачки Елли Фіцджеральд, вийшов у 1958 році на лейблі Verve Records. У 1992 році Verve перевидала альбом у форматі CD, до нової версії увійшли чотири додаткових треки.
У 1959 році за альбом Ella Swings Lightly Фіцджеральд отримала нагороду «Греммі» в номінації «Найкраще джазове виконання соло».

## Список композицій
| Сторона 1 | Сторона 1                           | Сторона 1         | Сторона 1                     | Сторона 1  |
| #         | Назва                               | Автор слів        | Автор музики                  | Тривалість |
| --------- | ----------------------------------- | ----------------- | ----------------------------- | ---------- |
| 1.        | «Little White Lies»                 | Волтер Дональдсон | Волтер Дональдсон             | 2:31       |
| 2.        | «You Hit the Spot»                  | Мак Гордон        | Гаррі Ревель                  | 2:44       |
| 3.        | «What’s Your Story, Morning Glory?» | Пол Вебстер       | Мері Лу Вільямс, Джек Лоуренс | 2:38       |
| 4.        | «Just You, Just Me»                 | Джесси Грир       | Раймонд Клагес                | 2:19       |
| 5.        | «As Long as I Live»                 | Тед Кохлер        | Гарольд Арлен                 | 2:48       |
| 6.        | «Teardrops from My Eyes»            | Руді Тумбс        | Руді Тумбс                    | 3:45       |
| 7.        | «Gotta Be This or That»             | Санні Скайлар     | Санні Скайлар                 | 3:05       |
| 8.        | «Moonlight on the Ganges»           | Честер Воллес     | Шерман Майерс                 | 2:22       |
| 22:12     |                                     |                   |                               |            |

| Сторона 2 | Сторона 2                              | Сторона 2       | Сторона 2                        | Сторона 2  |
| #         | Назва                                  | Автор слів      | Автор музики                     | Тривалість |
| --------- | -------------------------------------- | --------------- | -------------------------------- | ---------- |
| 9.        | «My Kinda Love»                        | Джо Трент       | Луїс Альтер                      | 3:41       |
| 10.       | «Blues in the Night»                   | Джонні Мерсер   | Гарольд Арлен                    | 2:39       |
| 11.       | «If I Were a Bell»                     | Френк Лессер    | Френк Лессер                     | 2:33       |
| 12.       | «You’re an Old Smoothie»               | Бадді Дасілва   | Насіо Герб Браун, Річард Вайтінг | 2:45       |
| 13.       | «Little Jazz»                          | Бастер Хардінг  | Рой Елдрідж                      | 3:02       |
| 14.       | «You Brought a New Kind of Love to Me» | Ірвінг Кагаль   | Семмі Фейн                       | 2:18       |
| 15.       | «Knock Me a Kiss»                      | Майк Джексон    | Майк Джексон                     | 4:06       |
| 16.       | «720 in the Books»                     | Гарольд Адамсон | Лео Вотсон, Іан Савітт           | 2:52       |
| 23:56     |                                        |                 |                                  |            |

| Бонус-треки | Бонус-треки                                            | Бонус-треки   | Бонус-треки       | Бонус-треки |
| #           | Назва                                                  | Автор слів    | Автор музики      | Тривалість  |
| ----------- | ------------------------------------------------------ | ------------- | ----------------- | ----------- |
| 17.         | «Oh, What a Night for Love» (Long version)             | Стів Аллен    | Ніл Хефті         | 3:26        |
| 18.         | «Little Jazz» (Alternative take)                       | Ірвінг Кагаль | Семмі Фейн        | 3:01        |
| 19.         | «Dreams Are Made for Children» (Previously unreleased) | Мек Девід     | Джеррі Лівінгстон | 2:36        |
| 20.         | «Oh, What a Night for Love» (45rpm 7" Single Version)  |               |                   | 2:24        |
| 11:27       |                                                        |               |                   |             |